# Parejnoci
Parejnoci (Torpediniformes) je podřád patřící do třídy paryby a řádu rejnoci.
Parejnoci mají oválný tvar těla a ve svalech mají umístěny orgány (elektroplaxy) schopné vytvářet elektrický výboj.

## Systematika
Vnitřní systematika parejnoků je stále předmětem vědeckých debat. Tradičně se rozišují dvě recentní čeledi, a sice parejnokovití (Torpedinidae) a narcinovití (Narcinidae). Maximální počet rozlišovaných čeledí je následujících 5:
- Hypnidae Gill, 1862
- Narcinidae Gill, 1862 – narcinovití
- Narkidae Fowler, 1934 – narkovití
- Platyrhinidae Jordan, 1923
- Torpedinidae Henle, 1834 – parejnokovití